# Новый Двор (Пинский район)
Но́вый Двор (бел. Новы Двор) — агрогородок в Пинском районе Брестской области Республики Беларусь. Административный центр Новодворского сельсовета.
Расположена в 10 км от автомагистрали Гомель — Кобрин (М-10) в 25 км от города Пинск, на берегу водохранилища Погост. По переписи населения 2019 года в деревне насчитывался 721 человек.

## История
- 1504 год — первое упоминание деревни как собственности боярских и шляхетских родов, в том числе семьи Анцушкович (главная резиденция — Жабчицы)
- Первая половина XVI века — деревня переходит Щепам. Позже наследниками Новодворского удела Анцушковичей становятся Володковичи
- XVII—XIX века — существование Успенский мужской монастырь, известный чудотворной иконой Божьей Матери. Основатель обители — Григорий Мартынович Володкович. С 1743 года монастырь находится в подчинении Пинскому Богоявленского монастыря, закрывается в 1817 году. Часть архива перевозится в Пинск. В 1862 году построен новый храм, утраченный впоследствии;
- XIX век — государственная деревня, насчитывающая 190 жителей
- 1940—1959 года — входит в состав Чуховского сельсовета
- 8 марта 1960 года — становиться центром одноименного сельского Совета
- 1962 год — Новодворский сельсовет включён в состав Пинского района (при упразднении Логишинского)
- На 1 января 2024 года в агрогородке Новый Двор проживает 1287 человек.

## Культура
ГУО "Новодворская базовая школа" Пинского района

## Достопримечательности
- Свято-Успенский храм (1992 год)
- Памятник землякам, погибшим в годы Великой Отечественной войны
- Могилы комсомольцев В. Е. Коховца и Н. А. Гузаревича, расстрелянных фашистами, и советского летчика Н. Н. Максименко (1944 год)
- Памятники археологии 3-9 тысячелетия до нашей эры

#### Утраченное наследие
- Новодворский Успенский монастырь (1648—1817)